# On murmure dans la ville (film, 1965)
Ne doit pas être confondu avec le film américain de même titre
On murmure dans la ville (titre original Dr. med. Hiob Prätorius) est un film allemand réalisé par Kurt Hoffmann d'après une pièce de Curt Goetz et sorti en 1965. 
Ce film est un remake du  film américain de Joseph L. Mankiewicz On murmure dans la ville, sorti en 1951.

## Distribution
- Heinz Rühmann, Dr. Hiob Prätorius
- Liselotte Pulver, Violetta
- Fritz Tillmann, Dr. Klotz
- Fritz Rasp, Shunderson
- Werner Hinz, père de Violetta
- Peter Lühr, Professeur Speiter
- Klaus Schwarzkopf, Dr. Watzmann
- Käthe Itter, Oberschwester
- Robert Klupp, Recteur
- Marie Ferron
- Tatjana Sais
- Lisa Helwig
- Sigrid Pawlas